# 安迪·伯纳姆
安迪·默里·伯納姆（英語：Andy Murray Burnham，1970年1月7日—）是英國工黨的一位政治人物，自2001年至2017年，任利選區的下議院議員。现任大曼彻斯特市长。
伯纳姆出生于兰开夏郡利物浦城郊的愛因特老区（今属默西塞德郡），在当地的综合学校接受教育，并在劍橋大學菲茨威廉學院获得了英语学位。1994到1997年间任工党前座议员泰莎·乔威尔的私人研究员，后为全国卫生服务联盟短暂工作了一段时间，1998年成为橄榄球特别工作组官员，同年由文化传媒和体育大臣克里斯·史密斯延揽为政府特别顾问，直到2001年当选国会议员。
2001年伯纳姆接替退休的工党议员劳伦斯·坎利夫的利選區席位进入国会。坐了两年后座后成为内政大臣戴维·布兰克特的国会私人秘书，2004年转任教育大臣露西·凯利的国会私人秘书。2005年大选后升为内政部政务次官，一年后又升为卫生部副大臣。
2007年戈登·布朗成为首相，提拔伯纳姆入阁任财政部首席秘书。2008年转任文化大臣，开始独立掌管一个部门。2009年6月调任卫生大臣，任内停止国民卫生服务的私有化进程并发动对斯塔福德医院丑闻的独立调查。2010年大选后工党下野，伯纳姆成为影子卫生大臣并参选党领袖，最终在五名候选人中名列第四，爱德·米利班德当选，在影子内阁改组中，伯纳姆调任影子教育大臣，一年后回任影子卫生大臣。
2015年大选工党再次失利，米利班德辞职，伯纳姆第二次参选党领袖，最终负于杰里米·科尔宾。后者任命伯纳姆为影子内政大臣。2016年5月伯纳姆宣布参选大曼彻斯特市长，8月成为工党候选人，10月辞任影子内政大臣。
2017年5月市长选举举行，伯纳姆当选，遂不再作为候选人角逐国会议席。